# Élections municipales de 2026 dans la Nièvre
Pour un article plus général, voir Élections municipales françaises de 2026.
Les élections municipales dans la Nièvre sont prévues en mars 2026. Cette page ne traite que les communes de 2 000 habitants et plus dans la Nièvre.

## Résultats à l'échelle du département

### Maires sortants et maires élus
| Commune               | Population (en 2022) | Maire sortant(e)      | Parti | Parti | Maire élu(e) | Parti | Parti |
| --------------------- | -------------------- | --------------------- | ----- | ----- | ------------ | ----- | ----- |
| La Charité-sur-Loire  | 4 701                | Henri Valès           |       | DVG   |              |       |       |
| Clamecy               | 3 597                | Nicolas Bourdoune     |       | PCF   |              |       |       |
| Cosne-Cours-sur-Loire | 9 786                | Gilbert Lienhard      |       | DVG   |              |       |       |
| Coulanges-lès-Nevers  | 3 678                | Julien Jouhanneau     |       | DVG   |              |       |       |
| Decize                | 5 025                | Justine Guyot         |       | PS    |              |       |       |
| Fourchambault         | 4 019                | Alain Herteloup       |       | PS    |              |       |       |
| Garchizy              | 3 666                | Michel Monet          |       | DVG   |              |       |       |
| Guérigny              | 2 512                | Jean-Pierre Château   |       | PS    |              |       |       |
| Imphy                 | 3 175                | Régine Roy            |       | DVG   |              |       |       |
| La Machine            | 3 213                | Daniel Barbier        |       | DVG   |              |       |       |
| Marzy                 | 3 650                | Louis-François Martin |       | DVG   |              |       |       |
| Nevers                | 33 172               | Denis Thuriot         |       | RE    |              |       |       |
| Pougues-les-Eaux      | 2 388                | Sylvie Cantrel        |       | SE    |              |       |       |
| Saint-Éloi            | 2 220                | Jérôme Malus          |       | DVD   |              |       |       |
| Varennes-Vauzelles    | 9 166                | Olivier Sicot         |       | PCF   |              |       |       |

### Résultats en nombre de maires
| Partis       | Partis                    | Maires sortants | Maires élus | Évolution |
| ------------ | ------------------------- | --------------- | ----------- | --------- |
|              | Divers gauche             | 7               |             |           |
|              | Parti socialiste          | 3               |             |           |
|              | Parti communiste français | 2               |             |           |
| Total gauche | Total gauche              | 12              |             |           |
|              | Renaissance               | 1               |             |           |
| Total centre | Total centre              | 1               |             |           |
|              | Divers droite             | 1               |             |           |
| Total droite | Total droite              | 1               |             |           |
|              | Sans étiquette            | 1               |             |           |
| Total        | Total                     | 15              | 15          | -         |

## Résultats dans les communes de plus de 2 000 habitants

### La Charité-sur-Loire
- Maire sortant : Henri Valès (DVG), ne se représente pas[2].
- 27 sièges à pourvoir au conseil municipal (population légale 2022 : 4 701 habitants)
- 12 sièges à pourvoir au conseil communautaire (CC Les Bertranges)

| Tête de liste | Tête de liste | Parti(s) | Nuance | Premier tour | Premier tour | Second tour | Second tour | Sièges | Sièges |
| Tête de liste | Tête de liste | Parti(s) | Nuance | Voix         | %            | Voix        | %           | CM     | CC     |
| ------------- | ------------- | -------- | ------ | ------------ | ------------ | ----------- | ----------- | ------ | ------ |

### Clamecy
- Maire sortant : Nicolas Bourdoune (PCF)
- 27 sièges à pourvoir au conseil municipal (population légale 2022 : 3 597 habitants)
- 14 sièges à pourvoir au conseil communautaire (CC Haut Nivernais-Val d'Yonne)

| Tête de liste            | Tête de liste      | Parti(s) | Nuance | Premier tour | Premier tour | Second tour | Second tour | Sièges | Sièges |
| Tête de liste            | Tête de liste      | Parti(s) | Nuance | Voix         | %            | Voix        | %           | CM     | CC     |
| ------------------------ | ------------------ | -------- | ------ | ------------ | ------------ | ----------- | ----------- | ------ | ------ |
|                          | Nicolas Bourdoune, | PCF      |        |              |              |             |             |        |        |
|                          |                    |          |        |              |              |             |             |        |        |
| Exprimés                 |                    |          |        |              |              |             |             |        |        |
| Votes blancs             |                    |          |        |              |              |             |             |        |        |
| Votes nuls               |                    |          |        |              |              |             |             |        |        |
| Total                    | Total              | Total    | Total  |              | 100          |             | 100         | 27     | 14     |
| Absentions               |                    |          |        |              |              |             |             |        |        |
| Inscrits / participation |                    |          |        |              |              |             |             |        |        |

### Cosne-Cours-sur-Loire
- Maire sortant : Gilbert Lienhard (DVG)
- 29 sièges à pourvoir au conseil municipal (population légale 2022 : 9 786 habitants)
- 20 sièges à pourvoir au conseil communautaire (CC Cœur de Loire)

| Tête de liste | Tête de liste | Parti(s) | Nuance | Premier tour | Premier tour | Second tour | Second tour | Sièges | Sièges |
| Tête de liste | Tête de liste | Parti(s) | Nuance | Voix         | %            | Voix        | %           | CM     | CC     |
| ------------- | ------------- | -------- | ------ | ------------ | ------------ | ----------- | ----------- | ------ | ------ |

### Coulanges-lès-Nevers
- Maire sortant : Julien Jouhanneau (DVG)
- 27 sièges à pourvoir au conseil municipal (population légale 2022 : 3 678 habitants)
- 2 sièges à pourvoir au conseil communautaire (CA de Nevers)

| Tête de liste            | Tête de liste      | Parti(s) | Nuance | Premier tour | Premier tour | Second tour | Second tour | Sièges | Sièges |
| Tête de liste            | Tête de liste      | Parti(s) | Nuance | Voix         | %            | Voix        | %           | CM     | CC     |
| ------------------------ | ------------------ | -------- | ------ | ------------ | ------------ | ----------- | ----------- | ------ | ------ |
|                          | Julien Jouhanneau, | DVG      |        |              |              |             |             |        |        |
|                          |                    |          |        |              |              |             |             |        |        |
| Exprimés                 |                    |          |        |              |              |             |             |        |        |
| Votes blancs             |                    |          |        |              |              |             |             |        |        |
| Votes nuls               |                    |          |        |              |              |             |             |        |        |
| Total                    | Total              | Total    | Total  |              | 100          |             | 100         | 27     | 2      |
| Absentions               |                    |          |        |              |              |             |             |        |        |
| Inscrits / participation |                    |          |        |              |              |             |             |        |        |

### Decize
- Maire sortante : Justine Guyot (PS)
- 29 sièges à pourvoir au conseil municipal (population légale 2022 : 5 025 habitants)
- 11 sièges à pourvoir au conseil communautaire (CC Sud Nivernais)

| Tête de liste            | Tête de liste  | Parti(s) | Nuance | Premier tour | Premier tour | Second tour | Second tour | Sièges | Sièges |
| Tête de liste            | Tête de liste  | Parti(s) | Nuance | Voix         | %            | Voix        | %           | CM     | CC     |
| ------------------------ | -------------- | -------- | ------ | ------------ | ------------ | ----------- | ----------- | ------ | ------ |
|                          | Justine Guyot, | PS       |        |              |              |             |             |        |        |
|                          |                |          |        |              |              |             |             |        |        |
| Exprimés                 |                |          |        |              |              |             |             |        |        |
| Votes blancs             |                |          |        |              |              |             |             |        |        |
| Votes nuls               |                |          |        |              |              |             |             |        |        |
| Total                    | Total          | Total    | Total  |              | 100          |             | 100         | 29     | 11     |
| Absentions               |                |          |        |              |              |             |             |        |        |
| Inscrits / participation |                |          |        |              |              |             |             |        |        |

### Fourchambault
- Maire sortant : Alain Herteloup (PS)
- 27 sièges à pourvoir au conseil municipal (population légale 2022 : 4 019 habitants)
- 3 sièges à pourvoir au conseil communautaire (CA de Nevers)

| Tête de liste            | Tête de liste    | Parti(s) | Nuance | Premier tour | Premier tour | Second tour | Second tour | Sièges | Sièges |
| Tête de liste            | Tête de liste    | Parti(s) | Nuance | Voix         | %            | Voix        | %           | CM     | CC     |
| ------------------------ | ---------------- | -------- | ------ | ------------ | ------------ | ----------- | ----------- | ------ | ------ |
|                          | Alain Herteloup, | PS       |        |              |              |             |             |        |        |
|                          |                  |          |        |              |              |             |             |        |        |
| Exprimés                 |                  |          |        |              |              |             |             |        |        |
| Votes blancs             |                  |          |        |              |              |             |             |        |        |
| Votes nuls               |                  |          |        |              |              |             |             |        |        |
| Total                    | Total            | Total    | Total  |              | 100          |             | 100         | 27     | 3      |
| Absentions               |                  |          |        |              |              |             |             |        |        |
| Inscrits / participation |                  |          |        |              |              |             |             |        |        |

### Garchizy
- Maire sortant : Michel Monet (DVG), ne se représente pas[3].
- 27 sièges à pourvoir au conseil municipal (population légale 2022 : 3 666 habitants)
- 2 sièges à pourvoir au conseil communautaire (CA de Nevers)

| Tête de liste | Tête de liste | Parti(s) | Nuance | Premier tour | Premier tour | Second tour | Second tour | Sièges | Sièges |
| Tête de liste | Tête de liste | Parti(s) | Nuance | Voix         | %            | Voix        | %           | CM     | CC     |
| ------------- | ------------- | -------- | ------ | ------------ | ------------ | ----------- | ----------- | ------ | ------ |

### Guérigny
- Maire sortant : Jean-Pierre Château (PS)
- 23 sièges à pourvoir au conseil municipal (population légale 2022 : 2 512 habitants)
- 6 sièges à pourvoir au conseil communautaire (CC Les Bertranges)

| Tête de liste | Tête de liste | Parti(s) | Nuance | Premier tour | Premier tour | Second tour | Second tour | Sièges | Sièges |
| Tête de liste | Tête de liste | Parti(s) | Nuance | Voix         | %            | Voix        | %           | CM     | CC     |
| ------------- | ------------- | -------- | ------ | ------------ | ------------ | ----------- | ----------- | ------ | ------ |

### Imphy
- Maire sortante : Régine Roy (DVG)
- 23 sièges à pourvoir au conseil municipal (population légale 2022 : 3 175 habitants)
- 7 sièges à pourvoir au conseil communautaire (CC Sud Nivernais)

| Tête de liste            | Tête de liste | Parti(s) | Nuance | Premier tour | Premier tour | Second tour | Second tour | Sièges | Sièges |
| Tête de liste            | Tête de liste | Parti(s) | Nuance | Voix         | %            | Voix        | %           | CM     | CC     |
| ------------------------ | ------------- | -------- | ------ | ------------ | ------------ | ----------- | ----------- | ------ | ------ |
|                          | Régine Roy,   | DVG      |        |              |              |             |             |        |        |
|                          |               |          |        |              |              |             |             |        |        |
| Exprimés                 |               |          |        |              |              |             |             |        |        |
| Votes blancs             |               |          |        |              |              |             |             |        |        |
| Votes nuls               |               |          |        |              |              |             |             |        |        |
| Total                    | Total         | Total    | Total  |              | 100          |             | 100         | 23     | 7      |
| Absentions               |               |          |        |              |              |             |             |        |        |
| Inscrits / participation |               |          |        |              |              |             |             |        |        |

### La Machine
- Maire sortant : Daniel Barbier (DVG)
- 23 sièges à pourvoir au conseil municipal (population légale 2022 : 3 213 habitants)
- 6 sièges à pourvoir au conseil communautaire (CC Sud Nivernais)

| Tête de liste | Tête de liste | Parti(s) | Nuance | Premier tour | Premier tour | Second tour | Second tour | Sièges | Sièges |
| Tête de liste | Tête de liste | Parti(s) | Nuance | Voix         | %            | Voix        | %           | CM     | CC     |
| ------------- | ------------- | -------- | ------ | ------------ | ------------ | ----------- | ----------- | ------ | ------ |

### Marzy
- Maire sortant : Louis-François Martin (DVG)
- 27 sièges à pourvoir au conseil municipal (population légale 2022 : 3 650 habitants)
- 2 sièges à pourvoir au conseil communautaire (CA de Nevers)

| Tête de liste | Tête de liste | Parti(s) | Nuance | Premier tour | Premier tour | Second tour | Second tour | Sièges | Sièges |
| Tête de liste | Tête de liste | Parti(s) | Nuance | Voix         | %            | Voix        | %           | CM     | CC     |
| ------------- | ------------- | -------- | ------ | ------------ | ------------ | ----------- | ----------- | ------ | ------ |

### Nevers
- Maire sortant : Denis Thuriot (RE)
- 39 sièges à pourvoir au conseil municipal (population légale 2022 : 33 172 habitants)
- 22 sièges à pourvoir au conseil communautaire (CA de Nevers)

| Tête de liste            | Tête de liste  | Parti(s) | Nuance | Premier tour | Premier tour | Second tour | Second tour | Sièges | Sièges |
| Tête de liste            | Tête de liste  | Parti(s) | Nuance | Voix         | %            | Voix        | %           | CM     | CC     |
| ------------------------ | -------------- | -------- | ------ | ------------ | ------------ | ----------- | ----------- | ------ | ------ |
|                          | Denis Thuriot, | RE       |        |              |              |             |             |        |        |
|                          |                |          |        |              |              |             |             |        |        |
| Exprimés                 |                |          |        |              |              |             |             |        |        |
| Votes blancs             |                |          |        |              |              |             |             |        |        |
| Votes nuls               |                |          |        |              |              |             |             |        |        |
| Total                    | Total          | Total    | Total  |              | 100          |             | 100         | 39     | 22     |
| Absentions               |                |          |        |              |              |             |             |        |        |
| Inscrits / participation |                |          |        |              |              |             |             |        |        |

### Pougues-les-Eaux
- Maire sortante : Sylvie Cantrel (SE)
- 19 sièges à pourvoir au conseil municipal (population légale 2022 : 2 388 habitants)
- 1 siège à pourvoir au conseil communautaire (CA de Nevers)

| Tête de liste            | Tête de liste   | Parti(s) | Nuance | Premier tour | Premier tour | Second tour | Second tour | Sièges | Sièges |
| Tête de liste            | Tête de liste   | Parti(s) | Nuance | Voix         | %            | Voix        | %           | CM     | CC     |
| ------------------------ | --------------- | -------- | ------ | ------------ | ------------ | ----------- | ----------- | ------ | ------ |
|                          | Sylvie Cantrel, | SE       |        |              |              |             |             |        |        |
|                          |                 |          |        |              |              |             |             |        |        |
| Exprimés                 |                 |          |        |              |              |             |             |        |        |
| Votes blancs             |                 |          |        |              |              |             |             |        |        |
| Votes nuls               |                 |          |        |              |              |             |             |        |        |
| Total                    | Total           | Total    | Total  |              | 100          |             | 100         | 19     | 1      |
| Absentions               |                 |          |        |              |              |             |             |        |        |
| Inscrits / participation |                 |          |        |              |              |             |             |        |        |

### Saint-Éloi
- Maire sortant : Jérôme Malus (DVD)
- 19 sièges à pourvoir au conseil municipal (population légale 2022 : 2 220 habitants)
- 1 siège à pourvoir au conseil communautaire (CA de Nevers)

| Tête de liste            | Tête de liste | Parti(s) | Nuance | Premier tour | Premier tour | Second tour | Second tour | Sièges | Sièges |
| Tête de liste            | Tête de liste | Parti(s) | Nuance | Voix         | %            | Voix        | %           | CM     | CC     |
| ------------------------ | ------------- | -------- | ------ | ------------ | ------------ | ----------- | ----------- | ------ | ------ |
|                          | Jérôme Malus, | DVD      |        |              |              |             |             |        |        |
|                          |               |          |        |              |              |             |             |        |        |
| Exprimés                 |               |          |        |              |              |             |             |        |        |
| Votes blancs             |               |          |        |              |              |             |             |        |        |
| Votes nuls               |               |          |        |              |              |             |             |        |        |
| Total                    | Total         | Total    | Total  |              | 100          |             | 100         | 19     | 1      |
| Absentions               |               |          |        |              |              |             |             |        |        |
| Inscrits / participation |               |          |        |              |              |             |             |        |        |

### Varennes-Vauzelles
- Maire sortant : Olivier Sicot (PCF)
- 29 sièges à pourvoir au conseil municipal (population légale 2022 : 9 166 habitants)
- 6 sièges à pourvoir au conseil communautaire (CA de Nevers)

| Tête de liste | Tête de liste | Parti(s) | Nuance | Premier tour | Premier tour | Second tour | Second tour | Sièges | Sièges |
| Tête de liste | Tête de liste | Parti(s) | Nuance | Voix         | %            | Voix        | %           | CM     | CC     |
| ------------- | ------------- | -------- | ------ | ------------ | ------------ | ----------- | ----------- | ------ | ------ |